# Luciano Granja
Luciano Granja (nascido em Porto Alegre, 20 de Dezembro de 1972) é um guitarrista e violonista brasileiro.

## Biografia
Luciano Granja, é um dos grandes guitarristas gaúchos. Passou a ser conhecido no cenário do rock no Brasil em 1996 quando foi convidado a integrar a banda que seguiria a carreira solo de Humberto Gessinger, juntamente com o baterista Adal Fonseca, formando assim, o projeto 33 de Espadas que mais tarde viria a ser o Humberto Gessinger Trio. Após o fim da turnê do disco, Humberto resolve voltar as atividades do Engenheiros do Hawaii e convida Luciano para seguir como guitarrista fixo da banda. Com a necessidade de experimentar coisas novas, Luciano saí dos Engenheiros no começo de 2001 e monta a banda Massa Crítica.
Não dando certo esse projeto, Luciano passa a seguir trabalho como guitarrista para outros artistas, entre elas, destaca-se a banda Pitty, Nocaute, Medulla, Kleiton & Kledir. A partir de 2007, foi convidado a compor a banda de apoio do cantor de reggae gaúcho Armadinho, com quem segue em turnê até os dias de hoje.
Mesmo fazendo parte da banda de Armandinho, quando possível, Luciano faz alguns trabalhos por fora, como compor algumas canções solo. Em 2013 participou da gravação do disco solo "Insular" de Humberto Gessinger, onde, chegou a substituir o guitarrista Esteban Tavares em um show. Também possuí uma banda chamada "Luciano Granja Grupo", onde tem como repertório várias canções de autoria própria. 

## Discografia

### Com Humberto Gessinger
- 1996: Humberto Gessinger Trio (BMG)
- 2013: Insular (Somente a faixa Tudo Está Parado) (STR Música)

### Com Engenheiros do Hawaii
- 1997 - Minuano (BMG)
- 1999 - ¡Tchau Radar! (Universal Music)
- 2000 - 10.000 Destinos - Ao Vivo (Universal Music)
- 2001 - 10.001 Destinos - Ao Vivo somente no CD 1 e nas 4 primeiras faixas do CD 2 (Universal Music)
- 2002 - Surfando Karmas & DNA (Somente a faixa Nunca Mais)

### Com Pitty
- 2003: Lado Z
- 2003: Admirável Chip Novo

Com Kleiton & Kledir
- 2005: Kleiton & Kledir Ao Vivo

### Com Armandinho
- 2009: Armandinho - Vol. 5
- 2012: Armandinho: Ao Vivo em Buenos Aires
- 2013: Sol Loiro
- 2019: Armandinho: Acústico

### Carreira solo
- 2016: Luciano Granja Grupo Vol. I
- 2018: Luciano Granja Grupo Vol. II

## Instrumentos
Guitarra, violão, midi-pedalboard e voz

## Prêmios e indicações

### Prêmio Açorianos
| Ano  | Categoria             | Indicação            | Resultado |
| ---- | --------------------- | -------------------- | --------- |
| 2017 | Compositor de Pop     | Luciano Granja       | Indicado  |
| 2017 | Instrumentista de Pop | Luciano Granja       | Indicado  |
| 2017 | Disco de Pop          | Luciano Granja Grupo | Indicado  |